# Boeotische Oorlog
De Boeotische of Thebaanse Oorlog brak uit in 378 v.Chr. als resultaat van een opstand in Thebe tegen Sparta. De oorlog zou duren tot 372 v.Chr. en luidde het begin in van de Thebaanse hegemonie.

## Uitbraak van de oorlog
Bij de verovering van de Thebaanse akropolis door de Spartanen (383-382 v.Chr.), vluchtten Pelopidas en andere leidende Thebaanse democraten naar Athene, waar Pelopidas een samenzwering begon om Thebe te bevrijden. In 379 v.Chr. verraste en doodde de democratische factie hun belangrijkste politieke tegenstanders in Thebe (leden van de aristocratische factie die de Spartanen steunde), en het volk stond op tegen het Spartaanse garnizoen, dat zich overgaf aan een leger dat verzameld was door Pelopidas.
Een Spartaanse expeditie tegen Thebe werd op de been gebracht, geleid door de Spartaanse koning Cleombrotus I. Deze kon weinig bereiken maar liet een garnizoen achter in Thespiae onder Sphodrias. Die winter probeerde Sphodrias het land bij Piraeus te plunderen, maar dit eindigde in een fiasco. Sphodrias had dit gedaan zonder orders gekregen te hebben en werd voor het gerecht gebracht. Zijn schuld werd hem echter kwijtgescholden. Dit zorgde ervoor dat Athene zich aansloot bij Thebe.

## De oorlog
De Spartaanse koning van de Eurypontidische lijn Agesilaüs II leidde, net als zijn Agiadische tegenhanger Cleombrotus, twee expedities tegen Thebe, maar bereikte net als de andere Spartaanse koning weinig. Het is waarschijnlijk dat de Dema Muur werd gebouwd op dit moment om Attika te verdedigen. Omdat de Spartanen niet over het Cithaerongebergte geraakten konden de Thebanen de Spartanen aanvallen en konden zo de Spartaanse overgebleven forten in Boeotië veroveren, net als het Spartaanse garnizoen in Thespiae. De Spartanen behielden enkel wat land in het zuiden en Orchomenos in het noordwesten.
Omdat de Spartaanse pogingen om Thebe over land aan te vallen mislukten, besloten ze om hun strategie te veranderen en eerder een vloot gebruiken om de hulp van de Atheners te blokkeren. Als antwoord stuurden de Atheners een sterke vloot naar Sparta. De Spartaanse generaal Pollis leidde toen zijn kleine vloot om te proberen om het beleg op te heffen, maar sneuvelde tijdens een zeeslag tegen de Atheense generaal Chabrias. Deze overwinning was de eerste overwinning van een Atheense vloot sinds de Peloponnesische Oorlog. Later, in 376 voor Christus, plunderde Chabrias Laconië, en bereikte mogelijk Sellasia, dat in het noordoosten van Sparta ligt. In 375 v.Chr. stuurde Athene nog eens twee succesvolle expedities -een naar het noorden van de Egeïsche Zee onder Chabrias en een tweede die zeilde rond de Peloponnesus naar West-Griekenland. Dit leger werd geleid door Timotheos, de zoon van Conon, die de slag bij Alyzeia in Acarnanië won.

Boeotië

In 375 v.Chr. was er een hernieuwing van de Koningsvrede, maar dit duurde slechts voor enkele maanden. De verovering van Plataeae door de Thebanen zorgde ervoor dat de Thebaans-Atheense alliantie onder druk werd gezet, want de Plataeërs werden verdreven uit de stad maar vonden asiel in Athene. Hoewel de alliantie bleef bestaan, begon Athene te onderhandelen met Sparta. Er werd een vredesverdrag gesloten maar er staken belangrijke onenigheden de kop op. Epaminondas stond erop dat het verdrag moest getekend worden voor alle Boeotiërs in plaats van enkel voor de Thebanen. Als antwoord schrapte de Spartaanse koning Agesilaüs de naam van Thebe van de lijst van het verdrag. Beide kanten stopten toen met onderhandelen en maakten zich klaar voor hernieuwde vijandigheden.
Als resultaat van het mislukken om tot een overeenkomst met Thebe te komen, marcheerden de Spartanen onder Cleombrotus op tegen Thebe in 371 voor Christus. Cleombrotus werd echter verslagen bij Leuktra door de Boeotiërs geleid door de Thebanen, en de Spartaanse hegemonie was vernietigd en in plaats daarvan kwam er een tijdperk van de Thebaanse Hegemonie.